# Indian Journal of Heterocyclic Chemistry
Indian Journal of Heterocyclic Chemistry (abrégé en Indian J. Heterocycl. Chem.) est une revue scientifique à comité de lecture. Ce journal mensuel inclut des articles de recherches originales dans le domaine de la chimie des hétérocycles.
D'après le Journal Citation Reports, le facteur d'impact de ce journal était de 0,305 en 2014. Le directeur de publication est R. S. Verma.